# NGC 2311
NGC 2311 (другое обозначение — OCL 553) — рассеянное скопление в созвездии Единорог.
Этот объект входит в число перечисленных в оригинальной редакции «Нового общего каталога».
Возможно, звёзды, которые находятся в нижней части главной последовательности на диаграмме Герцшпрунга-Рассела для этого скопления, на самом деле ему не принадлежат. Некоторые звёзды из верхней части главной последовательности также не являются членами скопления. В NGC 2311 привлекают внимание две звезды: одна находится в области субгигантов, а другая — в зоне красных гигантов.